# Henegouwerlaan
De Henegouwerlaan is een laan in Rotterdam, op de grens van de wijken Middelland en het Oude Westen. De Henegouwerlaan maakt deel uit van de tunneltraverse en loopt van de Beukelsdijk (feitelijk de Statentunnel) in zuidelijke richting tot de Middellandstraat. Het maakt deel uit van de stadsroute S100 Centrumring.
De laan maakt deel uit van het stedenbouwkundig uitbreidingsplan uit 1891 van G.J. de Jongh. Dit plan werd opgesteld na de annexatie van Delfshaven door Rotterdam in 1886. Ook de andere brede, statige lanen zoals de Mathenesserlaan en de 's-Gravendijkwal en uiteraard de Heemraadssingel maakten deel uit van dit plan, dat zich door deze stedenbouwkundige aspecten onderscheidde van eerdere (voor de annexatie) meer op industriële ontwikkeling gerichte plannen van De Jonghs voorganger, stadsarchitect Rose.
Het besluit tot naamgeving van de Henegouwerlaan is op 7 maart 1900 genomen. De naam verwijst naar Willem IV van Holland, ook bekend als graaf Willem II van Henegouwen. Deze graaf verleende Rotterdam op 7 juni 1340 haar stadsrechten.
De voormalige Kraamkliniek (later ook Rijkskweekschool voor Vroedvrouwen) was aan de Henegouwerlaan gevestigd. Veel Rotterdammers zijn daar derhalve geboren. Vervolgens was het kantongerecht er gehuisvest. Eind 2007 zijn in dit gebouw, na grondige renovatie, luxe woonzorgappartementen voor ouderen gevestigd.
Admiraal de Ruyterweg ·
Admiraliteitskade ·
Aert van Nesstraat ·
Baan ·
Batavierenstraat ·
Beukelsdijk ·
Beursplein ·
Beurstraverse ·
Binnenweg ·
Binnenwegplein ·
Binnenrotte ·
Blaak ·
Boezemweg ·
Boompjes ·
Bosland ·
Botersloot ·
Burgemeester van Walsumweg ·
Churchillplein ·
Coolsingel ·
Coolvest ·
Eendrachtsplein ·
Eendrachtsweg ·
Geldersekade ·
Goudsesingel ·
's-Gravendijkwal ·
Haagseveer ·
Henegouwerlaan ·
Hofdijk ·
Hofplein ·
Hoogstraat ·
Jonker Fransstraat ·
Karel Doormanstraat ·
Kipstraat ·
Kolk ·
Koningin Emmaplein ·
Korte Hoogstraat ·
Kruiskade ·
Kruisplein ·
Leuvehoofd ·
Lijnbaan ·
Lombardkade ·
Maasboulevard ·
Mariniersweg ·
Mathenesserlaan ·
Mauritsweg ·
Meent ·
Museumpark ·
Oostmolenwerf ·
Oostplein ·
Oude Binnenweg ·
Parkkade ·
Parklaan ·
Pim Fortuynplaats ·
Plein 1940 ·
Pompenburg ·
Rochussenstraat ·
Saftlevenstraat ·
Schiedamsedijk ·
Schiedamse Vest ·
Schouwburgplein ·
Spaansekade ·
Stadhuisplein ·
Stationsplein ·
Stroveer ·
Van Oldenbarneveltstraat ·
Vasteland ·
Veerkade ·
Weena ·
Westblaak ·
Westerkade ·
West-Kruiskade ·
Westersingel ·
Westplein ·
Willemskade ·
Willemsplein ·
Witte de Withstraat
Aelbrechtskade ·
Beukelsdijk ·
G.J. de Jonghweg ·
's-Gravendijkwal ·
Havenstraat ·
Henegouwerlaan ·
Keilestraat ·
Keileweg ·
Marconiplein ·
Mathenesserlaan ·
Mathenesserplein ·
Müllerpier ·
Nieuwe Binnenweg ·
Piet Heynsplein ·
Piet Heynstraat ·
Puntegaalstraat ·
Rochussenstraat ·
Schiedamseweg ·
Vierhavensstraat ·
Westzeedijk